# باشگاه فوتبال اسپورتینگ خیخون
ریل اسپورتینگ د خیخون، اس‌ای‌دی (به اسپانیایی: Real Sporting de Gijón, S.A.D) باشگاه فوتبالی است که در شهر خیخون استان آستوریاس کشور اسپانیا قرار دارد. این باشگاه که در ۱ ژوئن ۱۹۰۵ تأسیس شده است، هم‌اکنون در رقابت‌های دسته دوم باشگاه‌های اسپانیا، موسوم به لیگا ادلانته، حضور دارد.
لقب این تیم، کارگران زحمت کش قرمز و سفیدها (به اسپانیایی: Rojiblancos) می‌باشد که به دلیل رنگ قرمز و سفید پیراهن ورزشی آن‌ها، برای این تیم انتخاب شده است. ورزشگاه خانگی آن‌ها، ال مولینون نام دارد که با ۱۰۷ سال قدمت (تأسیس در سال ۱۹۰۸) قدیمی‌ترین زمین حرفه‌ای فوتبال در اسپانیا محسوب می‌شود.
در میان تیم‌های فصل ۱۰-۲۰۰۹ لالیگا، اسپورتینگ خیخون ششمین باشگاه از نظر قدمت محسوب می‌شود. این باشگاه به عنوان ۱۵اْمین باشگاه برتر لالیگا و دومین باشگاه برتر سگوندا دیویژن در همهٔ ادوار انتخاب شده است. آن‌ها همچنین یکی از نُه باشگاه فوتبال اسپانیایی هستند که هرگز در دسته‌ای پایین‌تر از دسته دوم بازی نکرده‌اند.

## افتخارات
لیگ اسپانیا
- قهرمان - ۷۹-۱۹۷۸[۲]

کوپا دل ری
- نایب قهرمان - ۱۹۸۱[۳]، ۱۹۸۲[۴]

لیگ دسته دوم اسپانیا
- قهرمان - ۴۴-۱۹۴۳، ۵۱-۱۹۵۰، ۵۷-۱۹۵۶، ۷۰-۱۹۶۹، ۷۷-۱۹۷۶
- نایب قهرمان - ۳۰-۱۹۲۹

## مشخصات ورزشگاه
- نام - ال مولینون
- شهر - خیخون
- گنجایش - ۲۶٬۰۰۰ نفر
- تاریخ تأسیس - ۱009
- ابعاد زمین - ۷۰ × ۱۰۵ متر